# 水立方 (淡水区)
25°09′38″N 121°27′22″E / 25.160606°N 121.456218°E
淡水水立方為臺灣新北市淡水區的一座摩天大樓，地上41層，地下6層，樓板總面積為60,278.65平方公尺。為淡水區最高建築物，台灣第五高的摩天住宅。